# Алёхин, Николай Михайлович (юрист)
 Николай Михайлович Алёхин  (1794—1819) — адъюнкт-профессор законоведения и секретарь Казанского цензурного комитета.

## Биография
Родился в 1794 году. Происходил из дворян Казанской губернии. С 1804 года учился в Казанской гимназии, из которой 10 июня 1807 года был переведён студентом в Императорский Казанский университет, который тогда представлял собой лишь высшие классы гимназии. Вместе с Николаем перевелись братья Алексей и
Николай Лобачевские, будущий известный поэт Владимир Панаев.
11 августа 1811 года за отличные успехи был произведён в кандидаты, а 10 июня 1812 года утверждён по экзамену, в степени магистра правоведения. В 1814 году готовился, под руководством профессора Неймана, к преподаванию на кафедре правоведения. В том же году отклонено ходатайство о посылке его для получения знаний за границу. Летом 1815 года по распоряжению министра оставлен в Санкт-Петербурге, для дальнейших занятии правоведения. Пробыл в Санкт-Петербурге до 1817 года.
3 февраля 1816 года утвержден адъюнктом Казанского университета по правоведению. В этом звании в 1817—1819 году преподавал институции Юстиниана, сравнительно с французским уложением. С 27 ноября 1817 года секретарь нравственного политического отделения. В начале 1819 года представлялся отделением к избранию в экстраординарные профессора, но дело дальнейшего хода не получило. В ноябре 1818 года в отсутствие адъюнкта Манасейна читал его лекции по естественному праву.
Скончался 4 (16) февраля 1819 года.